# 日利
日利（法語：Gilly）是瑞士联邦西部法语区的沃州下设的一个镇。在行政上属于尼永区管辖。日利的总面积为7.76平方公里。截至2010年底，总人口为936。

## 地理
位于莱芒湖西北岸，但不沿岸。